# Diego López Noguerol
Diego López Noguerol (nascut el 13 de maig de 2002) és un futbolista professional asturià que juga com a lateral dret o davanter al València CF.

## Carrera de club

### Carrera inicial
Nascut a Turón, Mieres, Astúries, López va començar a jugar a futbol al juvenil del FC Figueiredo on va marcar més de 150 gols, i després al Xeitosa CF on va marcar 54 gols en la seva única temporada amb ells. Els seus gols li van valer un pas a l'Acadèmia Juvenil de l'Sporting de Gijón, seguit d'un breu pas al Reial Madrid, i finalment al FC Barcelona el 2018.

### València
El 7 de juliol de 2021, després d'acabar la seva formació, López es va incorporar al València CF i inicialment va ser assignat al filial de Tercera Divisió RFEF. Es va perdre els primers partits de la temporada a causa d'una lesió, i va debutar com a sènior el 8 d'octubre de 2021, entrant com a substitut a la segona part de Fran Pérez i marcant un doblet en un gol de 5-0 a casa de la UD Benigànim.
López va ajudar l'equip B en el seu ascens a Segona Federació amb nou gols i va debutar professionalment (i a la Lliga) amb el València el 29 d'agost de 2022, substituint Toni Lato al final de la derrota per 1-0 davant l'Atlètic de Madrid. Va marcar el seu primer gol a la primera divisió el 21 de maig de l'any següent, marcant el de la victòria en un èxit a casa per 1-0 davant el Reial Madrid.
El 14 d'agost de 2023, López va renovar el seu contracte amb els Xe fins al 2026, ascendint definitivament a la plantilla principal.

## Palmarès
Barcelona Juvenil
- Divisió d'Honor: 2019–20, 2020–21

Espanya sub-23
- Medalla d'or dels Jocs Olímpics d'estiu: 2024[7]